# Финал Кубка России по футболу 2025
Суперфинал (финал) Кубка России по футболу 2025 — финальный матч 33-го розыгрыша Кубка России по футболу 2024/2025, который состоялся 1 июня 2025 года в Москве на стадионе «Лужники».
В матче сыграли Ростов (номинальные хозяева матча) и ЦСКА.

## Место проведения

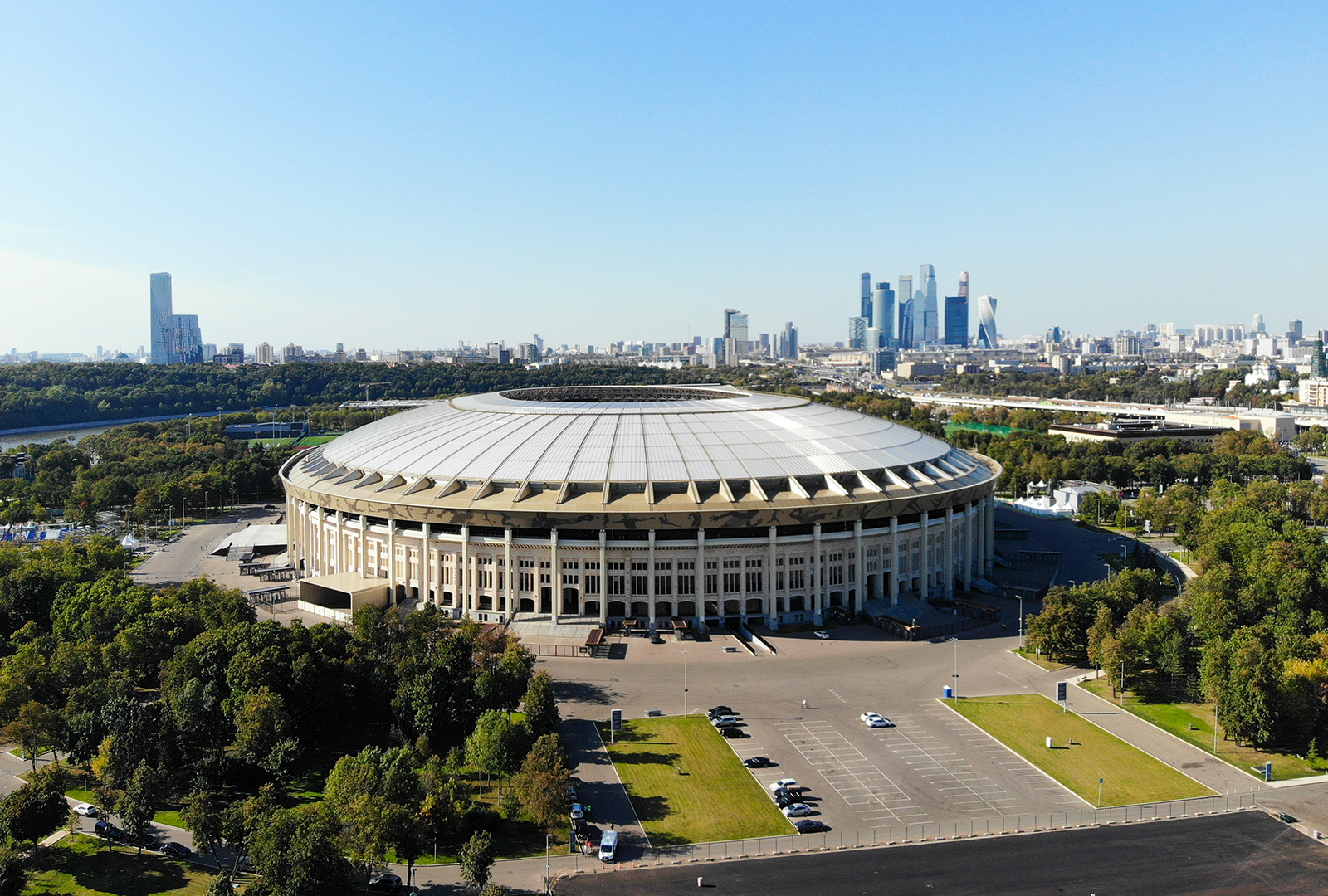
Вид стадиона с высоты птичьего полёта

Стадион «Лужники», вместимость которого составляет 73 189 зрителей, принимал I Спартакиаду народов СССР, VI Всемирный фестиваль молодёжи и студентов, XXII летние Олимпийские игры, финал Кубка УЕФА 1999, финал Лиги чемпионов УЕФА 2008, а также был главным стадионом Чемпионата мира по футболу 2018. На стадионе были проведены двенадцать финалов кубка России. Стадион является одной из домашних арен для сборной России по футболу.
Все финалы Кубка России на стадионе
| год  | команда 1 | команда 2 | счёт           | зрителей |
| ---- | --------- | --------- | -------------- | -------- |
| 1993 | Торпедо   | ЦСКА      | 1:1 (пен. 5:3) | 25 000   |
| 1994 | Спартак   | ЦСКА      | 2:2 (пен. 4:2) | 35 000   |
| 1995 | Динамо    | Ротор     | 0:0 (пен. 8:7) | 20 000   |
| 1998 | Спартак   | Локомотив | 1:0            | 38 000   |
| 1999 | Зенит     | Динамо    | 3:1            | 22 000   |
| 2002 | ЦСКА      | Зенит     | 2:0            | 35 000   |
| 2006 | ЦСКА      | Спартак   | 3:0            | 61 000   |
| 2007 | Москва    | Локомотив | 0:1 (д.в.)     | 45 000   |
| 2022 | Спартак   | Динамо    | 2:1            | 69 036   |
| 2023 | Краснодар | ЦСКА      | 1:1 (пен. 5:6) | 53 425   |
| 2024 | Балтика   | Зенит     | 1:2            | 41 776   |

## Ход матча
Основное время завершилось со счётом 0:0, а в серии пенальти (согласно регламенту турнира, следует сразу за основным временем) сильнее оказался ЦСКА (3:4). Вратарь красно-синих Игорь Акинфеев отразил один из одиннадцатиметровых, а по итогам матча стал самым титулованным игроком турнира и самым титулованным футболистом в истории России.

## Галерея

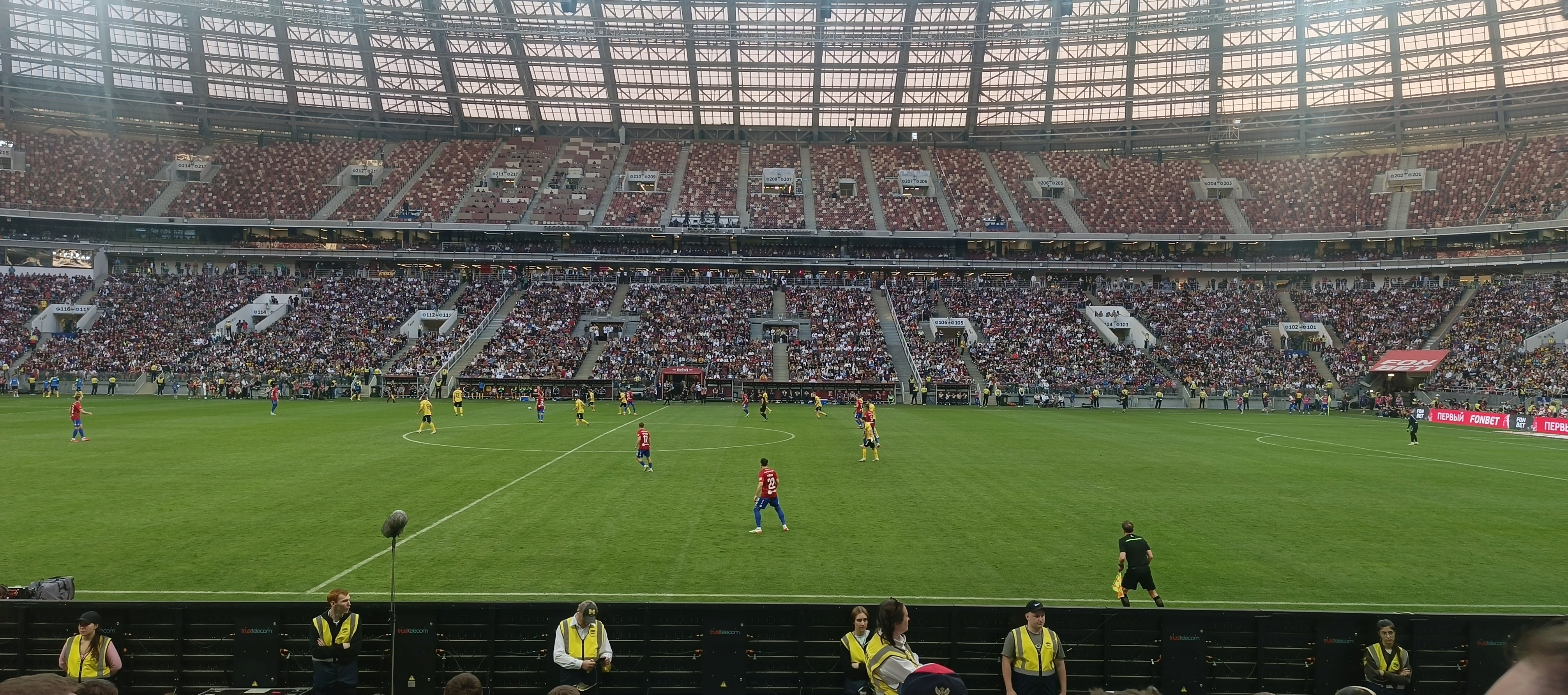
Фрагмент матча
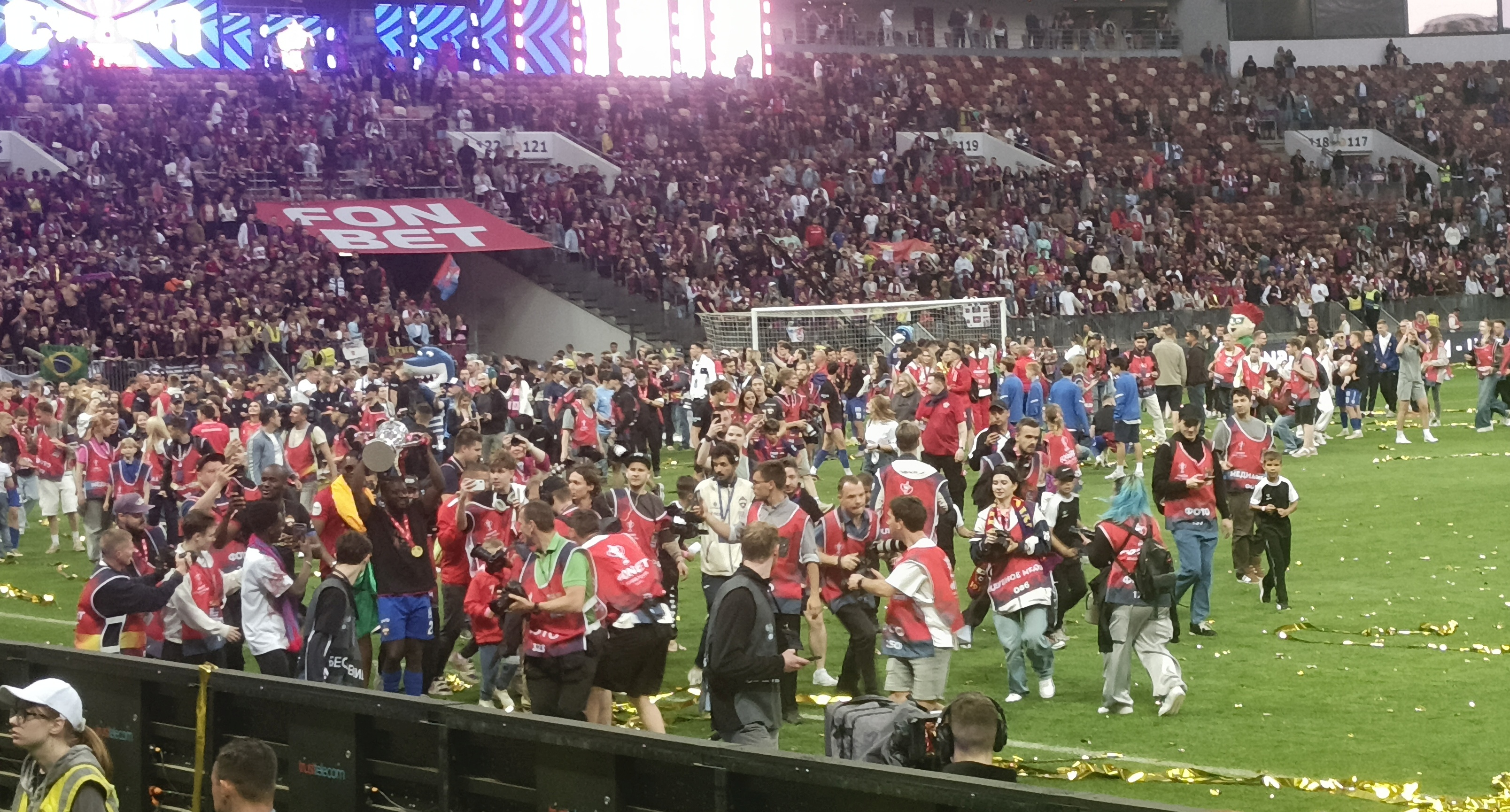
Секу Койта с Кубком России во время круга почёта команды ЦСКА после награждения